# Landkreis Börde
Der Landkreis Börde ist ein Landkreis im Land Sachsen-Anhalt in Deutschland.

## Geografie
Der flächenmäßig zweitgrößte Landkreis Sachsen-Anhalts ist landschaftlich vielfältig gegliedert. Die landwirtschaftlich sehr ertragreiche Magdeburger Börde deckt den gesamten Süden ab. Den Gegenpol im Norden bildet ein Teil der Colbitz-Letzlinger Heide, auf deren Sandboden neben Kiefernwäldern der größte geschlossene Lindenwald Europas (ca. 220 ha) steht. Ihr schließt sich westlich, getrennt durch den Mittellandkanal, das Landschaftsschutzgebiet Flechtinger Höhenzug an, das ebenfalls von Wald bewachsen ist, aber Erhebungen bis zu 150 Meter aufweist. Die höchste Erhebung des Landkreises ist der mit 211,1 Metern bei Sommerschenburg gelegene Heidberg.
Von zahlreichen künstlich angelegten Entwässerungsgräben zieht sich im Nordwesten das Niederungsmoor Drömling hin. Es wird von Flüssen entwässert, die den Landkreis von Süden nach Norden (Aller) und von Norden nach Süden (Ohre) durchfließen, während die Bode den Süden berührt. Der bedeutendste Fluss ist die Elbe, die im Osten die Kreisgrenze bildet.
Nachbarkreise
Der Landkreis liegt im Westen Sachsen-Anhalts und grenzt im Norden an den Altmarkkreis Salzwedel und den Landkreis Stendal, im Osten an Magdeburg und den Landkreis Jerichower Land, im Süden an den Salzlandkreis und den Landkreis Harz, im Westen an die niedersächsischen Landkreise Helmstedt und Gifhorn.

## Geschichte

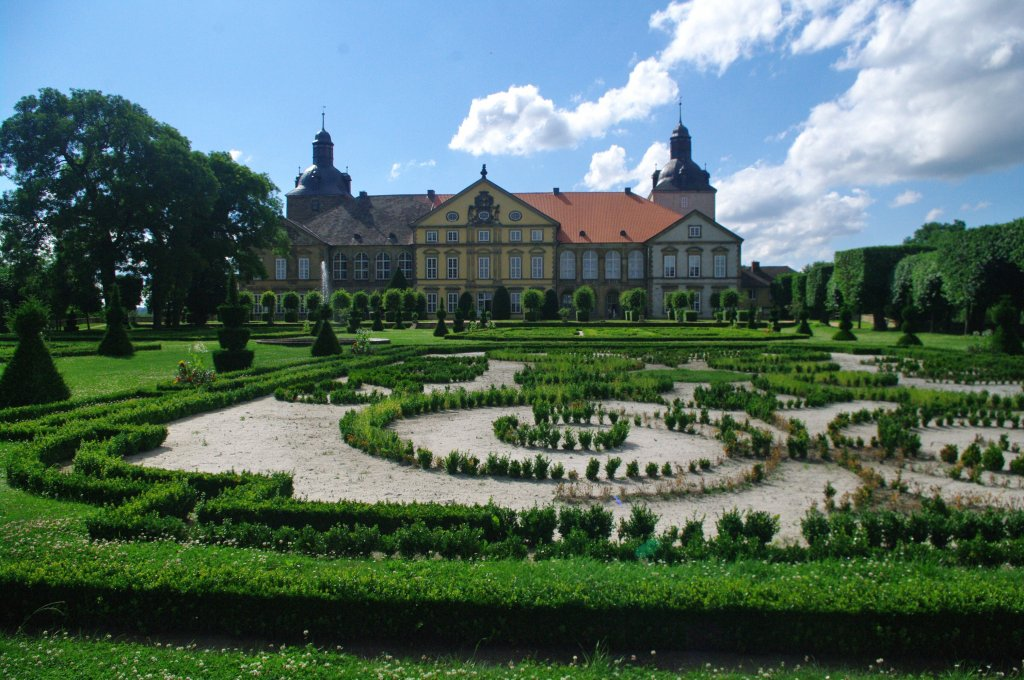
Schloss und Garten Schloss Hundisburg

Die historischen Wurzeln des Landkreises sind vielgestaltig und reichen bis in das Mittelalter zurück. Den flächenmäßig größten Anteil hatte das 968 entstandene Erzbistum Magdeburg, dessen Einflussbereich den östlichen und nördlichen Teil des heutigen Kreisgebietes abdeckte und zu dem die Städte Wanzleben, Wolmirstedt und Haldensleben, aber auch ganz im Westen Oebisfelde gehörten. Das noch ältere, im 9. Jahrhundert gegründete Bistum Halberstadt beherrschte den Südwesten, unter anderem mit den Ortschaften Gröningen, Oschersleben und Weferlingen. Mit einer schmalen Landzunge, die von Norden her bis Flechtingen reichte, war auch die zum Kurfürstentum Brandenburg gehörende Altmark am heutigen Kreisgebiet beteiligt.
Während die Gebiete der Bistümer nach dem Dreißigjährigen Krieg ebenfalls unter die Herrschaft Brandenburgs kamen, überlebte die nördlich gelegene braunschweigische Exklave Calvörde als Amt Calvörde mit ihren zehn Gemeinden bis 1945. Sie war seit 1343 Teil der braunschweigischen Herzogtümer, die 1918 zum Freistaat Braunschweig umgebildet wurden. Zuletzt gehörte die Exklave zum Landkreis Helmstedt.
Ebenso gehörten die Gebiete des Amtes Großalsleben (Großalsleben, Kleinalsleben und Alikendorf) seit 961 zum Gebiet des reichsunmittelbaren Stifts Gernrode.
Während der Reformation erklärten sich die Herren von Anhalt zu Schutzvögten des Stifts und verleibten das Gebiet in ihr Herrschaftsgebiet ein. Damit wurde das Amt Großalsleben Teil des Herzogtum Anhalts und später des Freistaates Anhalt und blieb bis 1949 eine anhaltische Exklave umschlossen von preußischem Gebiet. Das Gebiet um Großalsleben gehörte bis 1949 zum Kreis Ballenstedt und wechselte erst in jenem Jahr in den Kreis Oschersleben.
Verwaltungsgeschichte

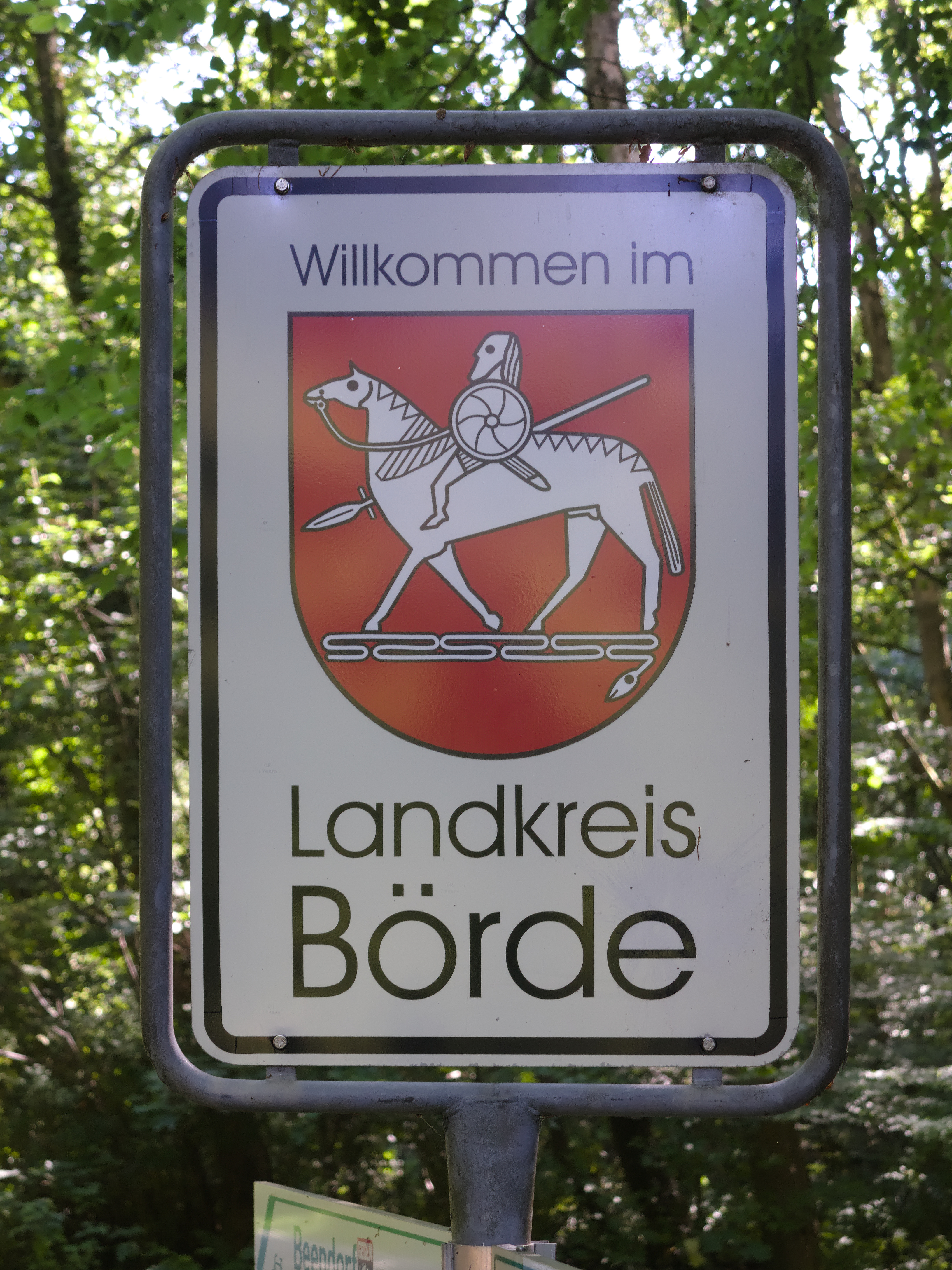
Willkommensschild Landkreis Börde

Das brandenburgische Gebiet wurde zunächst dem Holzkreis, einem der vier Kreise des 1680 gegründeten Herzogtums Magdeburg, zugeordnet. Als Preußen 1815 eine Verwaltungsreform durchführte, wurden auf dem Gebiet des heutigen Landkreises die Kreise Oschersleben (Bode), Neuhaldensleben (1938 Haldensleben), Wolmirstedt und Wanzleben eingerichtet. Diese Struktur hatte – bei u. a. 1952 und 1988 veränderten Kreisgebieten – mit den Landkreisen Oschersleben, Haldensleben, Wolmirstedt und Wanzleben im Grundsatz bis zum 30. Juni 1994 Bestand, ehe mit der 1. Kreisgebietsreform Sachsen-Anhalts im Norden der Ohrekreis und im Süden der Bördekreis gebildet wurden. Dabei wurden auch Gemeinden aus den jeweils benachbarten Kreisen Klötze und Staßfurt eingegliedert. Nach nur dreizehn Jahren wurden diese beiden Kreise am 1. Juli 2007 zum Landkreis Börde zusammengelegt.

## Bevölkerung
| Jahr | Einwohner |
| ---- | --------- |
| 2007 | 185.457   |
| 2010 | 178.880   |
| 2015 | 173.473   |
| 2020 | 170.567   |
| 2021 | 170.106   |
| 2022 | 171.393   |
| 2023 | 170.984   |

Stand: 31. Dezember des jeweiligen Jahres
Mit 72 Einwohnern je km² liegt der Landkreis Börde weit unter dem Durchschnitt des Landes Sachsen-Anhalt mit 107 Einwohnern (Stand: 2022). Die Kreisstadt Haldensleben hat weniger als 20.000 Einwohner, dagegen gibt es im Bördegebiet zahlreiche Orte mit mehr als 1.000 Einwohnern. In der Bevölkerungsdichte gibt es ein deutliches Gefälle von Osten nach Westen. Nach der deutschen Wiedervereinigung bildete sich im Osten des Kreisgebietes (z. B. in Barleben und Hohe Börde) ein kleiner Speckgürtel um die Landeshauptstadt heraus, wodurch dort die Einwohnerzahl, entgegen dem Trend in Ostdeutschland, im Vergleich zu 1990 höher ist.

## Politik
Kreisverwaltung
Der Hauptstandort der Kreisverwaltung befindet sich in der Bornsche Straße 2 in Haldensleben. Ein weiterer Standort ist in der Triftstraße 9–10 in Oschersleben. Zudem gibt es drei weitere Außenstellen im Kreisgebiet.

### Kreistag
| Kreistagswahl Börde 2024Wahlbeteiligung: 62,0 % 403020100 30,9 %28,1 %12,9 %10,8 %6,4 %3,0 %2,8 %5,1 % CDUAfDSPDUWGLinkeFDPGrüneSonst.Gewinne und Verlusteim Vergleich zu 2019 %p 12 10 8 6 4 2 0 −2 −4 −6 −8+2,0 %p+11,9 %p−2,8 %p+1,1 %p−6,1 %p−3,7 %p−3,6 %p+1,2 %pCDUAfDSPDUWGLinkeFDPGrüneSonst. | Sitzverteilung im Kreistag Börde seit 2024Insgesamt 54 Sitze - Linke: 3 - SPD: 7 - Grüne: 2 - UWG: 6 - FDP: 2 - CDU: 17 - AfD: 15 - Sonst.: 2 |

#### Ergebnisse der Kreistagswahlen
| Parteien und Wählergemeinschaften | Parteien und Wählergemeinschaften                    | Prozent 2024 | Sitze 2024 | Prozent 2019 | Sitze 2019 | Prozent 2014 | Sitze 2014 | Prozent 2007 | Prozent 2004 | Prozent 1999 |
| --------------------------------- | ---------------------------------------------------- | ------------ | ---------- | ------------ | ---------- | ------------ | ---------- | ------------ | ------------ | ------------ |
| CDU                               | Christlich Demokratische Union Deutschlands          | 30,9         | 17         | 28,9         | 16         | 39,1         | 21         | 39,2         | 42,5         | 40,8         |
| AfD                               | Alternative für Deutschland                          | 28,1         | 15         | 16,2         | 9          | 0,5          | -          | -            | -            | -            |
| SPD                               | Sozialdemokratische Partei Deutschlands              | 12,9         | 7          | 15,7         | 8          | 21,9         | 12         | 25,4         | 21,1         | 31,1         |
| UWG                               | Unabhängige Wählergemeinschaft Landkreis Börde       | 10,8         | 6          | 9,7          | 5          | -            | -          | -            | -            | -            |
| LINKE                             | Die Linke                                            | 6,4          | 3          | 12,5         | 7          | 17,6         | 10         | 16,7         | 17,3         | 13,6         |
| FDP                               | Freie Demokratische Partei                           | 3,0          | 2          | 6,7          | 4          | 7,8          | 4          | 8,9          | 9,2          | 5,9          |
| GRÜNE                             | Bündnis 90/Die Grünen                                | 2,8          | 2          | 6,4          | 3          | 4,1          | 2          | 3,4          | 3,3          | 2,4          |
| KWG-Börde                         | Kommunale Wählergemeinschaft Börde                   | 1,7          | 1          | 1,2          | 1          | —            | —          | —            | —            | —            |
| ZB                                | Zukunft Börde                                        | 1,6          | 1          | —            | —          | —            | —          | —            | —            | —            |
| HDL                               | Bürgerbewegung HDL                                   | 0,8          | 0          | —            | —          | —            | —          | —            | —            | —            |
| BfB                               | Bürger für Bürger Landkreis Börde                    | 0,6          | 0          | 1,1          | 1          | 0,8          | —          | —            | —            | —            |
| FUWG                              | Freie Unabhängige Wählergemeinschaft Landkreis Börde | —            | —          | 1,0          | —          | 6,5          | 4          | 6,0          | 5,0          | 4,5          |
| A.U.F.                            | Aktiv-Unabhängige Fraktion Landkreis Börde           | —            | —          | 0,7          | —          | —            | —          | —            | —            | —            |
| PIRATEN                           | Piratenpartei Deutschland                            | —            | —          | —            | —          | 1,0          | 1          | —            | —            | —            |
| WASG                              | Wahlalternative Arbeit und Soziale Gerechtigkeit     | —            | —          | —            | —          | —            | —          | 0,2          | —            | —            |
| EB                                | Einzelbewerber                                       | 0,5          | 0          | —            | —          | 0,9          | —          | 0,2          | 0,6          | 0,1          |
| Sonstige                          | Sonstige                                             | —            | —          | —            | —          | —            | —          | —            | 0,9          | 1,6          |
| Gesamt                            | Gesamt                                               | 100          | 54         | 100          | 54         | 100          | 54         | 100          | 100          | 100          |
| Wahlbeteiligung                   | Wahlbeteiligung                                      | 62,0 %       | 62,0 %     | 52,8 %       | 52,8 %     | 43,0 %       | 43,0 %     | 37,8 %       | 43,9 %       | 52,0 %       |

- EB: Einzelbewerber 2014: Dietmar Hobohm; 2007: Baron Bodo von Schilling; 2004: Baron Bodo von Schilling (0,2 %), Rest k. A.; 1999: k. A.
- Die Ergebnisse von 1999 und 2004 wurden auf den Gebietsstand von 2007 umgerechnet.

Im Laufe der Legislaturperiode 2007–2014 wechselte ein Mitglied des Kreistags von der SPD zur CDU und eines von der SPD zur FUWG.
Vorsitzender des Kreistages war Karl-Heinz Daehre (CDU).

### Landrat
Am 22. April 2007 wurde Thomas Webel (CDU) mit 50,1 Prozent der gültigen Wählerstimmen zum ersten Landrat des damals neuen Landkreises gewählt. Er war zuvor bereits Landrat in den ehemaligen Landkreisen Wolmirstedt (1990–1994) und Ohrekreis (1994–2007). Die nach Webels Ernennung zum Minister für Landesentwicklung und Verkehr im Kabinett Haseloff I notwendige Landratswahl fand am 10. Juli 2011 statt. Da keiner der Kandidaten beim ersten Wahlgang über die erforderliche absolute Mehrheit verfügte war ein zweiter Wahlgang nötig. Diese Stichwahl erfolgte am 7. August 2011, die der CDU-Kandidat Hans Walker mit 58,8 % der abgegebenen Stimmen gewann. Die Wahlbeteiligung war bei dem Wahlgang mit 13,3 % der Wahlberechtigten sehr gering.
Nachdem Walker im Oktober 2017 von seiner Partei nicht mehr als Kandidat für die kommende Landratswahl nominiert worden war, kandidierte stattdessen sein Parteikollege Martin Stichnoth. Am 18. März 2018 erhielt Stichnoth bei der Landratswahl mit 48,8 % die meisten der abgegebenen Stimmen, verfehlte jedoch die nötigte Mehrheit, sodass eine Stichwahl am 8. April nötig wurde. Diesmal erhielt er 70,9 % der abgegebenen Stimmen. Die Wahlbeteiligung lag im ersten Wahlgang bei 28,5 % und im zweiten Wahlgang bei 17,6 %.

### Wappen
| | Blasonierung: „In Rot ein reitender silberner Krieger, die gesenkte Knebellanze in der Rechten und mit dem Rundschild am linken Arm den oberen Teil des gegürteten Schwertes verdeckend, der gezäumte silberne Hengst schreitend auf einer zum Mäander gewundenen silbernen Schlange, deren Kopf sich am linken Schildrand abwärts in den Schildfuß senkt (Hornhäuser Reiter).“ |
| Wappenbegründung: Die Farben des Landkreises sind Weiß (Silber) - Rot. Das Hauptmotiv des Kreiswappens stellt den Hornhausener Reiter dar. Dabei handelt es sich um eine Steinplatte mit der bildlichen Darstellung eines Reiters, welche auf das achte Jahrhundert datiert wird. Das Original befindet sich heute im Besitz des Landesmuseums für Vorgeschichte in Halle (Saale), eine Kopie wurde in die Südwand des Turmes der Hornhäuser St. Stephanuskirche eingelassen. Der Hornhäuser Reiterstein wurde 1874 beim Pflügen eines Ackergrundstücks in der Nähe der Gemeinde Hornhausen gefunden. Die Finder der Steinplatte, die Bauern Friedrich und Christoph Dietrich, nutzten den Stein als Eingangsplatte zu ihrem Kuhstall. Das Bild des berittenen fränkischen Kriegers soll als verbindendes Element zwischen den beiden fusionierten Kreisen verstanden werden, denn der Fundort des Reitersteins liegt im ehemaligen Bördekreis und die heutige Kreisstadt Haldensleben verfügt über einen berittenen Roland bzw. der Vorgängerkreis Haldensleben führte diesen reitenden Roland im Wappen. Das Wappen wurde vom Heraldiker Jörg Mantzsch aus Magdeburg gestaltet und am 8. August 2007 durch das Ministerium des Innern genehmigt. | |

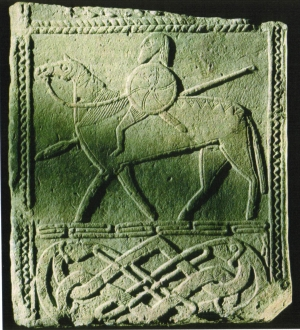
„Hornhäuser Reiterstein“

Flagge des Landkreises Börde

Die Wappen der Verbandsgemeinden, Städte und Gemeinden des Landkreises findet man in der Liste der Wappen im Landkreis Börde.

### Flagge
Die Flagge ist rot - weiß - rot (1:4:1) gestreift (Längsform: Streifen senkrecht verlaufend; Querform: Streifen waagerecht verlaufend) und mittig mit dem Landkreiswappen belegt.

## Wirtschaft und Infrastruktur

### Wirtschaft
Die industriellen Schwerpunkte liegen, beeinflusst von der unmittelbaren Nähe zur Landeshauptstadt Magdeburg, im Osten des Landkreises, wo sich in den Gewerbegebieten bei Barleben über Irxleben, Hermsdorf bis Sülzetal leistungsstarke Unternehmen angesiedelt haben (Magdeburger Speckgürtel). Bei Zielitz befindet sich eine große Kaliförderstätte. Das Kaliwerk Zielitz ist der größte Industriebetrieb des Kreises und größtes Kalibergwerk Deutschlands. Im Zuckerdorf Klein Wanzleben hat eine der beiden Zuckerfabriken Sachsen-Anhalts ihren Standort. Die in der Magdeburger Börde ansässigen Landwirtschaftsbetriebe, die hauptsächlich Zuckerrüben und Weizen anbauen, gehören zu den profitabelsten in Deutschland. Zu den größten Arbeitgebern im industriell unterentwickelten Norden gehört die Bundeswehr, die in der Colbitz-Letzlinger Heide den Truppenübungsplatz Altmark betreibt. Zunehmend an Bedeutung gewinnen auch die Windkraftanlagen, mit mehr als 310 Aggregaten hält der Landkreis Börde die Spitzenstellung in Sachsen-Anhalt. In dem westlich gelegenen Ort Morsleben befindet sich eins von Deutschlands Atommüll-Zwischenlagern. Nach Westen und Norden hin nimmt die Wirtschaftskraft stark ab. Einwohner zwischen Oebisfelde und Flechtingen pendeln vielfach nach Westen, z. B. zum grenznahen VW-Werk Wolfsburg.
Im Zukunftsatlas 2016 belegte der Landkreis Börde Platz 344 von 402 Landkreisen und kreisfreien Städten in Deutschland und zählt damit zu den Landkreisen mit „Zukunftsrisiken“. Im Zukunftsatlas 2019 wurde der Landkreis Börde auf Rang 325 gelistet und gilt nun als Region mit „leichten Zukunftsrisiken“. Innerhalb Sachsen-Anhalts ist die Börde nach den kreisfreien Städten Magdeburg (Rang 290) und Halle (Rang 310) der Landkreis mit der besten Zukunftsbewertung.

### Verkehr

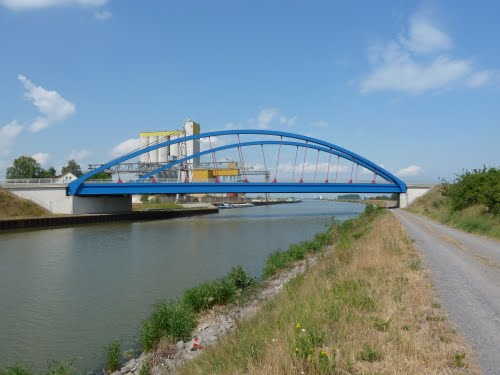
Mittellandkanal

Mit der Autobahn 2 und dem Mittellandkanal durchqueren zwei wichtige deutsche Verkehrswege den Landkreis. Auch die Autobahn 14, die nach Leipzig führt, berührt fast das gesamte östliche Kreisgebiet. Im Straßenpersonennahverkehr (ÖSPV) ist die BördeBus Verkehrsgesellschaft unterwegs. Die wichtigsten Bahnstrecken sind die Verbindungen Magdeburg–Braunschweig, Magdeburg–Stendal, Magdeburg–Halberstadt und Magdeburg–Wolfsburg.

## Gemeinden
Einheitsgemeinden
(Städte sind fett hervorgehoben)
(* Sitz des Landkreises)
| Wappen | Gemeinde               | Einwohner (31. Dezember 2024) | Fläche in km² |
| ------ | ---------------------- | ----------------------------- | ------------- |
|        | Barleben               | 9137                          | 29,75         |
|        | Haldensleben *         | 19.121                        | 156,21        |
|        | Hohe Börde             | 18.747                        | 171,75        |
|        | Niedere Börde          | 6726                          | 77,88         |
|        | Oebisfelde-Weferlingen | 13.002                        | 249,35        |
|        | Oschersleben (Bode)    | 18.859                        | 188,93        |
|        | Sülzetal               | 8577                          | 103,72        |
|        | Wanzleben-Börde        | 13.724                        | 188,14        |
|        | Wolmirstedt            | 12.323                        | 54,27         |

Verbandsgemeinden mit ihren Mitgliedsgemeinden
(* Sitz der Verbandsgemeinde)
| Wappen | Mitgliedsgemeinde      | Einwohner (31. Dezember 2024) | Fläche in km² |
| ------ | ---------------------- | ----------------------------- | ------------- |
|        | Angern                 | 1881                          | 64,21         |
|        | Burgstall              | 1480                          | 116,45        |
|        | Colbitz                | 3331                          | 71,87         |
|        | Loitsche-Heinrichsberg | 922                           | 30,76         |
|        | Rogätz *               | 2166                          | 23,94         |
|        | Westheide              | 1657                          | 50,80         |
|        | Zielitz                | 1932                          | 11,41         |

| Wappen | Mitgliedsgemeinde | Einwohner (31. Dezember 2024) | Fläche in km² |
| ------ | ----------------- | ----------------------------- | ------------- |
|        | Altenhausen       | 967                           | 43,17         |
|        | Beendorf          | 803                           | 6,83          |
|        | Bülstringen       | 879                           | 25,39         |
|        | Calvörde          | 3185                          | 122,07        |
|        | Erxleben          | 2664                          | 83,52         |
|        | Flechtingen *     | 2690                          | 73,45         |
|        | Ingersleben       | 1290                          | 31,30         |

| Wappen | Mitgliedsgemeinde | Einwohner (31. Dezember 2024) | Fläche in km² |
| ------ | ----------------- | ----------------------------- | ------------- |
|        | Eilsleben *       | 3546                          | 55,61         |
|        | Harbke            | 1748                          | 18,91         |
|        | Hötensleben       | 3388                          | 60,78         |
|        | Sommersdorf       | 1271                          | 29,32         |
|        | Ummendorf         | 914                           | 15,68         |
|        | Völpke            | 1093                          | 17,22         |
|        | Wefensleben       | 1582                          | 12,63         |

| Wappen | Mitgliedsgemeinde | Einwohner (31. Dezember 2024) | Fläche in km² |
| ------ | ----------------- | ----------------------------- | ------------- |
|        | Am Großen Bruch   | 2043                          | 50,12         |
|        | Ausleben          | 1576                          | 33,29         |
|        | Gröningen *       | 3343                          | 59,73         |
|        | Kroppenstedt      | 1357                          | 38,69         |

## Schutzgebiete
Im Landkreis befinden sich 14 ausgewiesene Naturschutzgebiete (Stand Februar 2017).

## Gebietsänderungen

### Veränderungen auf Gemeindeebene
Durch Eingemeindungen verringerte sich die Anzahl der Gemeinden am 1. Juli 2009 von 117 auf 112.
Durch Gemeindeneugründungen und Eingemeindungen verringerte sich die Anzahl der Gemeinden am 1. Januar 2010 von 112 auf 44, am folgenden Tag auf 43.
Durch Eingemeindungen verringerte sich die Anzahl der Gemeinden am 1. September 2010 von 43 auf 35.

#### Eingemeindungen
- Auflösung der Gemeinde Farsleben – Eingemeindung nach Wolmirstedt (1. Januar 2009)
- Auflösung der Gemeinde Glindenberg – Eingemeindung nach Wolmirstedt (1. Juli 2009)
- Auflösung der Gemeinden Altbrandsleben, Hornhausen und Schermcke – Eingemeindung nach Oschersleben (Bode) (1. Juli 2009)
- Auflösung der Gemeinden Bartensleben, Bregenstedt, Hakenstedt und Uhrsleben – Eingemeindung nach Erxleben (1. Januar 2010)
- Auflösung der Gemeinde Wieglitz – Eingemeindung nach Bülstringen (1. Januar 2010)
- Auflösung der Gemeinde Barneberg – Eingemeindung nach Hötensleben (1. Januar 2010)
- Auflösung der Gemeinde Marienborn – Eingemeindung nach Sommersdorf (1. Januar 2010)
- Auflösung der Gemeinde Wormsdorf – Eingemeindung nach Eilsleben (1. Januar 2010)
- Auflösung der Gemeinde Peseckendorf – Eingemeindung in die Stadt Oschersleben (Bode) (1. Januar 2010)
- Auflösung der Gemeinde Wackersleben – Eingemeindung nach Hötensleben (2. Januar 2010)
- Auflösung der Gemeinden Bornstedt und Rottmersleben nach Hohe Börde (1. September 2010)
- Auflösung der Gemeinden Drackenstedt, Druxberge und Ovelgünne – Eingemeindung nach Eilsleben (2. Januar 2010)
- Auflösung der Gemeinde Everingen – Eingemeindung nach Oebisfelde-Weferlingen (1. September 2010)
- Auflösung der Stadt Hadmersleben – Eingemeindung nach Oschersleben (Bode) (1. September 2010)
- Auflösung der Gemeinde Zuckerdorf Klein Wanzleben – Eingemeindung nach Wanzleben-Börde (Bode) (1. September 2010)
- Auflösung der Gemeinde Süplingen – Eingemeindung nach Haldensleben (1. Januar 2014)

#### Gemeindeneugründungen
- Auflösung der Gemeinden Heinrichsberg und Loitsche – Neugründung der Gemeinde Loitsche-Heinrichsberg (1. Januar 2010)
- Auflösung der Gemeinden Burgstall, Cröchern, Dolle und Sandbeiendorf – Neugründung der Gemeinde Burgstall (1. Januar 2010)
- Auflösung der Gemeinden Angern, Bertingen, Mahlwinkel und Wenddorf – Neugründung der Gemeinde Angern (1. Januar 2010)
- Auflösung der Gemeinden Born, Hillersleben und Neuenhofe – Neugründung der Gemeinde Westheide (1. Januar 2010)
- Auflösung der Gemeinden Alleringersleben, Eimersleben, Morsleben und Ostingersleben – Neugründung der Gemeinde Ingersleben (1. Januar 2010)
- Auflösung der Gemeinden Altenhausen, Emden und Ivenrode – Neugründung der Gemeinde Altenhausen (1. Januar 2010)
- Auflösung der Gemeinden Behnsdorf, Belsdorf, Böddensell und Flechtingen – Neugründung der Gemeinde Flechtingen (1. Januar 2010)
- Auflösung der Gemeinden Berenbrock, Flecken Calvörde, Dorst, Grauingen, Klüden, Mannhausen, Velsdorf, Wegenstedt und Zobbenitz – Neugründung der Gemeinde Calvörde (1. Januar 2010)
- Auflösung der Gemeinden Döhren, Eschenrode, Hödingen, Hörsingen, Schwanefeld, Seggerde, Siestedt, Walbeck, Weferlingen, Bösdorf, Eickendorf, Etingen, Kathendorf, Rätzlingen und der Stadt Oebisfelde – Neugründung der Stadt Oebisfelde-Weferlingen (1. Januar 2010)
- Auflösung der Gemeinden Am Großen Bruch und Wulferstedt – Neugründung der Gemeinde Am Großen Bruch (1. Januar 2010)
- Auflösung der Gemeinden Ackendorf, Bebertal, Eichenbarleben, Groß Santersleben, Hermsdorf, Hohenwarsleben, Irxleben, Niederndodeleben, Nordgermersleben, Ochtmersleben, Schackensleben und Wellen – Neugründung der Gemeinde Hohe Börde (1. Januar 2010)
- Auflösung der Gemeinden Bottmersdorf, Domersleben, Dreileben, Eggenstedt, Groß Rodensleben, Hohendodeleben, Klein Rodensleben, Seehausen und Wanzleben – Neubildung der Stadt Wanzleben-Börde (1. Januar 2010)

### Veränderungen bei Verwaltungsgemeinschaften und Verbandsgemeinden
Am 1. Januar 2009 verringerte sich die Anzahl der Verwaltungsgemeinschaften von neun auf acht.
Am 1. Januar 2010 verringerte sich die Anzahl der Verwaltungsgemeinschaften von acht auf eine.
Am 1. September 2010 wurde die letzte Verwaltungsgemeinschaft aufgelöst
- Auflösung der Verwaltungsgemeinschaft Wolmirstedt (1. Januar 2009).
- Auflösung der Verwaltungsgemeinschaft Elbe-Heide – Neugründung der Verbandsgemeinde Elbe-Heide (1. Januar 2010)
- Auflösung der Verwaltungsgemeinschaft Flechtingen und
- Auflösung der Verwaltungsgemeinschaft Oebisfelde-Calvörde – Neugründung der Verbandsgemeinde Flechtingen (1. Januar 2010)
- Auflösung der Verwaltungsgemeinschaft Westliche Börde – Neugründung der Verbandsgemeinde Westliche Börde (1. Januar 2010)
- Auflösung der Verwaltungsgemeinschaft Obere Aller – Neugründung der Verbandsgemeinde Obere Aller (1. Januar 2010)
- Auflösung der Verwaltungsgemeinschaft „Börde“ Wanzleben (1. Januar 2010)
- Auflösung der Verwaltungsgemeinschaft Hohe Börde (1. Januar 2010) – Neugründung der Einheitsgemeinde Hohe Börde (1. Januar 2010)
- Auflösung der Verwaltungsgemeinschaft Oschersleben (Bode) (1. September 2010)

## Kfz-Kennzeichen
Am 1. November 2007 wurde im Landkreis Börde das Unterscheidungszeichen BK eingeführt, welches die bis dahin ausgegebenen Kennzeichen „BÖ“ und „OK“ des ehemaligen Bördekreises bzw. Ohrekreises ersetzte. Der neue Landkreis beantragte erfolgreich die Kombination „BK“, die bis 1973 vom Landkreis Backnang (Baden-Württemberg) verwendet worden war. Somit ist seit 2007 die Kombination „BK“ eines der Unterscheidungszeichen, das seit Einführung des heutigen Systems im Jahr 1956 nach der Verwendung in einer anderen Gebietskörperschaft nochmals vergeben wurde. Die Einführung von „BK“ erfolgte auch deshalb, um dem neuen Landkreis Börde gegenüber den alten Kreiskennungen „BÖ“ und „OK“ eine „eigene, neue“ Identifikation zu geben, obgleich das neue Kürzel nicht zum Kreisnamen passt.
Nachdem in der Region um Backnang vierzig Jahre das Kennzeichen „WN“ für Waiblingen im Rems-Murr-Kreis genutzt wurde, ist es im Zuge der durch die Kennzeichenliberalisierung möglichen Reaktivierung von ehemaligen Kennzeichen seit dem 2. Dezember 2013 an der Murr optional auch wieder erlaubt, „BK“ zu verwenden. Damit wird erstmals ein Kennzeichen gleichzeitig in zwei verschiedenen Bundesländern ausgegeben. Der Rems-Murr-Kreis hat zunächst nur auf knapp 60.000 BK-Kombinationen Zugriff. Seit dem 1. September 2018 darf „BK“ zusätzlich auch im benachbarten Landkreis Schwäbisch Hall ausgegeben werden.
Im Landkreis Börde wurden aus vorgenanntem Grund auch die früheren Kennzeichen (BÖ, HDL, OC, OK, WMS, WZL) wieder zugelassen, sodass hier insgesamt sieben Varianten zur Auswahl stehen.